# Вамеш
Вамеш (рум. Vameș) — село у повіті Галац в Румунії. Входить до складу комуни Піску.
Село розташоване на відстані 175 км на північний схід від Бухареста, 27 км на північний захід від Галаца.

## Населення
За даними перепису населення 2002 року у селі проживали 489 осіб, з них 488 осіб (99,8%) румунів. Усі жителі села рідною мовою назвали румунську.